# Jimmy Olsen
James Bartholomew „Jimmy“ Olsen ist eine Haupt- und Nebenfigur einer Reihe von Comics, die seit 1938 von dem US-amerikanischen Verlag DC-Comics veröffentlicht werden. Er ist Hauptfigur der Comicserie Superman's Pal Jimmy Olsen (deutsch: „Supermans Kumpel Jimmy Olsen“) und eine Nebenfigur in den Comics und Filmen zu Superman und Lois Lane.

## Geschichte
Jimmy Olsen wurde ursprünglich als Nebenfigur für die Superman-Comics geschaffen. Erstmals vorgestellt wurde er als anonymer Redaktionsassistent (Copy Boy) in einer Geschichte in dem Heft Action Comics #6 vom November 1938. Der Autor dieser Geschichte, und damit Erfinder der Figur, war Jerry Siegel, der schon Superman geschaffen hatte.
Der Name „Jimmy Olsen“ wurde dem Kopierjungen in der Folge vom 15. April 1940 der Radiosendung The Adventures of Superman gegeben. In Superman #13 von November/Dezember 1941 wurde der Name Jimmy Olsen in die Superman-Comicgeschichten übernommen. In späteren Geschichten wurde enthüllt, dass Jimmy Olsens voller Name James Bartholomew Olsen lautet, während Jimmy sein Rufname ist.
Das optische Design für Jimmy Olsen wurde von Siegels Compagnion, dem Zeichner Joe Shuster, entwickelt. Feste, seit den 1930er-Jahren unverändert gebliebene optische Charakteristika der Figur sind Jimmy Olsens hellrote Haare, sein mit Sommersprossen übersätes Gesicht und seine jugendlichen Gesichtszüge. Bis in die 1970er-Jahre wurde Olsen zudem häufig ein grüner Anzug mit Fliege an den Körper gezeichnet. Persönlichkeitszüge, die Olsen beständig aufweist, sind jugendlicher Optimismus, Leichtsinnigkeit und ein gewisses Maß an Voreiligkeit.

## Figurenbiographie
Nach dem Verschwinden von Jimmys Vater James Jacob Olsen, der seit seiner Teilnahme an einer geheimen Militärmission in Südostasien als vermisst gilt, wurde Jimmy von seiner Mutter Sarah alleine großgezogen.
Während seiner Schulzeit, in der er als begabt, aber auch als faul auffällt, arbeitet er als Photograph für eine Schülerzeitung. Außerdem schwänzt er häufig die Schule, um an der Universität von Metropolis Kurse zu besuchen. Nachdem die Reporter Lois Lane und Clark Kent vom Daily Planet auf ihn aufmerksam werden, erhält er eine Anstellung als Nachwuchsphotograph bei der Zeitung.
Bald darauf lernt Olsen Superman, den heldenhaften Beschützer seiner Heimatstadt, kennen. Zu der Begegnung kommt es, als ein Schulfreund von Jimmy in einer lebensgefährlichen Situation ist. Dabei bastelt Jimmy ein Ultraschallsignal, mit dem er die Aufmerksamkeit von Superman, der solche Töne hören kann, erregt. Der Plan funktioniert, und Jimmys Freund kann gerettet werden. Superman zeigt sich von Jimmys Einfallsreichtum beeindruckt und erlaubt ihm, das Notsignal zu behalten, um ihn notfalls erneut zur Hilfe rufen zu können, ermahnt ihn aber, das Signal nur in Notfällen zu benutzen. Später verfeinert Olsen seine Erfindung und setzt die Schaltkreise als Mikrochip in eine alte Armbanduhr an. Mit dieser Signaluhr kann er fortan Superman jederzeit herbeirufen, wenn er Hilfe braucht.
Als Photograph beim Daily Planet begleitet Jimmy Lois Lane und Clark Kent regelmäßig bei deren Jagd nach Schlagzeilen. Während Kent und Lane Ereignissen als Reporter nachspüren und über diese Artikel schreiben, steuert Olsen die Bilder für die Artikel bei. Wichtige Bezugspersonen, mit denen Jimmy es dabei immer wieder zu tun bekommt, sind der junge Reporter Ron Troupe, sein Chef Perry White, der Barkeeper und Ex-Boxer Bibbo Bibbowski, der Professor Hamilton und die abenteuerlustigen Newsboys. Bis in die 1990er-Jahre tauchte zudem Lois Lanes Schwester Lucy Lane als Jimmys ewige Freundin immer wieder auf. Nachdem die Liebelei der beiden knapp vierzig Jahre lang als gelegentlicher Sub-Plot (von den frühen 1950ern bis in die Mitte der 1990er-Jahre) in die Superman-Hefte eingebaut wurde, wurde die Beziehung der beiden beendet. Lucy beginnt stattdessen eine Beziehung mit Ron Troupe, den sie später heiratet.
In den 1990er-Jahren quittiert Olsen seinen Job beim Daily Planet zeitweise, um als Reporter für den Fernsehsender WGBS zu arbeiten, für den er als Mr. Action allerlei reißerisch aufgemachte Ereignisse begleitet.

## Superman’s Pal Jimmy Olsen
Superman’s Pal Jimmy Olsen (abgekürzt: SPJO) war eine sogenannte Spin-off-Serie, die 1954 aus der populären Comicserie Superman hervorging. Im Mittelpunkt der Serie stand der junge Fotoreporter Jimmy Olsen abseits von seinen Erlebnissen mit Superman in dessen Hauptserien.
Die Serie ist im Bereich des Abenteuercomics angesiedelt, weist aber auch Elemente des Fantasy-Genres und auch des Unterhaltungscomics auf.

### Veröffentlichungsgeschichte und Macher
Die Auflage der Serie, deren erste Ausgabe im Oktober 1954 erschien, sank von anfangs 450.000 auf zuletzt weniger als 200.000 Exemplaren pro Ausgabe, so dass die Serie schließlich im März 1974 mit der Ausgabe #163 eingestellt, beziehungsweise als eines von mehreren gleichrangigen Features in die Anthologie-Reihe Superman Family eingegliedert wurde.
Zu den Autoren, die für die Jimmy Olsen schrieben, zählen unter anderem der Science-Fiction-Schriftsteller Otto Binder, der Spezialist für ausgefallene Geschichten Mort Weisinger und das Allround-Talent Jack Kirby. Mit der Erledigung der Zeichenarbeit für die Serie wurden unter anderem Künstler wie Jack Kirby, der Cartoonist George Papp, Sheldon Moldoff und der langjährige Superman-Stammzeichner Curt Swan betraut.

### Handlung
Jimmy Olsen ist ein junger Mann, der als Fotograf für die Tageszeitung Daily Planet arbeitet. Außerdem ist Jimmy der selbst ernannte „beste Freund“ von Superman, dem Beschützer seiner Heimatstadt Metropolis. Alleine, oder zusammen mit Superman, erlebt Jimmy bei seiner Jagd nach sensationellen Geschichten und Bildern für den Planet allerlei unwahrscheinliche Abenteuer.
In den ersten sechzehn Jahren der Serie erzählte sie vor allem heiter-abstruse, in ihrem Stil ausgesprochen kindgerecht gemachte, Abenteuer- und Fantasy-Geschichten. In den späteren Jahrgängen der Serie weichen diese kindlichen Geschichten anderen Storys.
Ein besonders häufiges Thema der Serie in der Phase der absurden Gimmick-Geschichten waren Jimmys routinemäßig erfolgten Verwandlungen in merkwürdige Wesen. So verwandelte er sich einmal in einen „Stachelschwein-Menschen“, ein andermal in „Turtle Boy“-Olsen, dann in einen Werwolf („Werwolf-Olsen“). Ursache für diese Verwandlungen sind oft Unfälle, bei denen er mit ionisierender Strahlung in Berührung kommt, außerirdische Seren trinkt oder Ähnliches. Weitere Verwandlungen zeigen, wie Jimmy einen üppig wuchernden Vollbart bekommt, und wie er sich vorübergehend in den Gummimenschen Elastic Lad verwandelt – als solcher betätigt er sich als Superheld nach dem Vorbild von Plastic Man und Elongated Man.
Andere häufige Inhalten der ersten Jahre der Serie waren Geschichten, in denen Jimmy mit unorthodoxen Methoden versucht, sich einen Namen als Journalist zu machen, Geschichten, in denen er sich Auseinandersetzungen mit anderen Photographen liefert, und Geschichten, die seine strapazierte Beziehung zu der Stewardess Lucy Lane schildern.
In den letzten drei Jahren der Laufzeit von SPJO wurde die Serie in den serienübergreifenden Epos New Gods von Autor Jack Kirby eingegliedert. Während Kirby in den Serien Mister Miracle, Forever People und New Gods die Auseinandersetzungen von außerirdischen, gottgleichen Wesen auf den Planeten Apokolips und New Genesis beschreibt, schildert SPJO Jimmy Olsens Auseinandersetzungen mit den auf der Erde stationierten Handlangern der bösen Götter von Apokolips. So muss er sich mit der kriminellen Intergang herumschlagen, einem Verbrechersyndikat das den Boden für eine Invasion der Erde durch die Bewohner von Apokolips bereiten soll und zu diesem Zweck mit futuristischen Waffen ausgestattet wird. Ferner bekommt Jimmy Olsen es mit den Schöpfungen des DNA Projects (auch Project Cadmus genannt) zu tun, einer Genforschungseinrichtung der US-Regierung, in der im Reagenzglas fremdartige Lebewesen aus außerirdischer DNA erschaffen werden, die sogenannten DNAliens. Unter diesen gewinnt er Freunde, wie den Telepathen Dubbilex und den Superhelden Guardian (ein Klon eines verstorbenen Superhelden der 1940er-Jahre), sowie den Newsboys (eine Gruppe Zeitungsjungen). Außerdem lernt Jimmy die Hairies kennen (eine Gruppe von futuristischen Hippies), die in einem hochhausgroßen Fahrzeug namens Mountain of Justice die Wild Area, ein verlassenes, von monströsen Kreaturen bewohntes Gebiet außerhalb von Metropolis, bereisten. Häufige Feinde in den Kirby-Geschichten sind Bruno Mannheim und Morgan Edge (die Anführer der Intergang), der Wissenschaftler und Klonexperte Dabney Donovan, die Außerirdischen Simyan und Mokkari (beide zählen zu den DNAliens) sowie Victor Volcanum.

## Elseworlds
In sog. Elseworlds werden alternative Interpretationen der Figur Jimmy Olsen präsentiert. So erscheint Jimmy Olsen in der Miniserie JLA: The Nail (1998; dt. JLA: Der Nagel) als Geisteskranker, der in klassischer Comicschurken-Manier versucht, die Weltherrschaft an sich zu reißen. Die Miniserie Superman: Red Son (2003; dt. Genosse Superman) zeigt Jimmy Olsen dagegen als CIA-Agenten, der angesichts einer kommunistischen Bedrohung – durch einen Superman, der in der Sowjetunion aufgewachsen ist – zum amerikanischen Vizepräsidenten ernannt wird.

## Adaptionen
Jimmy Olsen ist in fast jeder Adaption des Superman-Stoffes in anderen Medien als den Comics verwendet worden. So wurde Jimmy Olsen als Charakter in Kinofilme, Fernsehserien und Computerspiele eingebaut. Ferner wurde Jimmy Olsen in verschiedener Form als Merchandising-Produkt vermarktet, so als Action-Figur oder als Motiv auf Postern, Kühlschrankmagneten oder Aufklebern.

### Filme und Serien
In Kino- und Fernsehbearbeitungen des Superman-Stoffs ist Jimms Olsen eine routinemäßig auftretende Figur. Seit den 1940er-Jahren wurde Jimmy Olsen dementsprechend von einer großen Zahl von Darstellern verkörpert.
In der Fernsehserie The Adventures of Superman (dt. Superman – Retter in der Not) aus den 1950er-Jahren übernahm Jack Larson den Part des Jimmy Olsen. In der Serie Superman – Die Abenteuer von Lois & Clark aus den 1990er-Jahren traten Michael Landes (1. Staffel) und Justin Whalin (2. bis 4. Staffel) als Jimmy Olsen auf. In der Mystery-Serie Smallville erscheint Aaron Ashmore in der Rolle von Jimmy Olsen.
In der Serie Supergirl ist Jimmy Olsen der ehemalige Fotograf des Daily Planet und der beste Freund von Superman. Er hat den Rufnamen Jimmy abgelegt und möchte James genannt werden. Er hat Metropolis verlassen und ist nach National City gezogen, um dort einen Job als der neue Art Director in der Firma CatCo anzunehmen, in der auch Supergirls Alter Ego Kara Danvers arbeitet. In der Serie wird er als großer, athletischer und gutaussehender Afroamerikaner mit kahl geschorenem Kopf von Mehcad Brooks gespielt. In der zweiten Staffel wird James Olsen zum Superhelden Guardian.
In den Superman-Serials der 1940er-Jahre schlüpfte Tommy Bond in die Rolle des Jimmy Olsen. In den vier Superman-Filmen und dem Supergirl-Film der 1970er- und 1980er-Jahren wurde die Rolle von Marc McClure übernommen. In dem Film Superman Returns wurde Olsen von Sam Huntington gespielt. Im Film Man of Steel taucht er hingegen nicht auf. Dafür taucht er in Batman vs Superman auf. 
In den Zeichentrickserien Superman: The Animated Series und Justice League Unlimited wurde Jimmy Olsen im US-amerikanischen Original von dem Schauspieler David Kaufman synchronisiert. In dem Zeichentrick-Film Superman: Doomsday lieh dagegen der Schauspieler Adam Wylie Olsen seine Stimme. Bei einem Gastauftritt in der Serie The Batman wurde Olsen von Jack Desera gesprochen.

### Computerspiele
Als Cyber-Charakter trat Jimmy Olsen in den Computer- und Konsolenspielen Superman (für NES und C64), Superman 64 (für N64) und Superman: Shadow of Apokolips (für GameCube, PS2) auf.

## Referenzmarke in der Popkultur
Jimmy Olsen ist – als eine weit über die Superman-Comicserie und sogar weit über das Medium Comic an sich hinaus bekannte Figur – in vielfältiger Form in die US-amerikanische Popkultur eingegangen.
Die Band Spin Doctors widmete der Figur den Song Jimmy Olsen’s Blues (auf dem Album Pocket Full of Kryptonite).
Superman-Parodien und -Adaptionen haben zahlreiche Figuren hervorgebracht, die Jimmy Olsen nachempfunden sind, so Scrappy (in der Zeichentrickserie Mighty Mouse) oder Billy Friday (in der Comicreihe Supreme). Der Charakter Xander Harris in der Mystery-Serie Buffy – Im Bann der Dämonen wird innerhalb der Serie in mehreren Folgen als „ein Jimmy Olsen-Typ“ charakterisiert.
Zudem nutzte der Freistilringer Corey Branson zeitweise den Künstlernamen „Jimmy Olsen“.

## Auszeichnung
Jack Kirby erhielt für seine Arbeit an den Jimmy Olsen-Comics den Shazam Award (in der Kategorie „Special Achievement by an Individual“) und damit einen der bedeutendsten Preise der amerikanischen Comicindustrie.